# House Park
O House Park é um estádio localizado em Austin, no estado do Texas, nos Estados Unidos, possui capacidade total para 6.500 pessoas, é utilizado principalmente para jogos de futebol americano de escolas locais, já foi também a casa do time de futebol Austin Aztex entre 2011 e 2017, o estádio foi inaugurado em 1939.